# Uneste
Koordinaten: 58° 53′ N, 23° 39′ O
Uneste (deutsch Ringenhof) ist ein Dorf (estnisch küla) in der Stadtgemeinde Haapsalu (bis 2017: Landgemeinde Ridala) im Kreis Lääne in Estland.

## Einwohnerschaft und Lage
Der Ort hat elf Einwohner (Stand 31. Dezember 2011). Er liegt neun Kilometer südöstlich der Kernstadt Haapsalu.
Durch das Dorf fließt der Bach Võnnu (Võnnu oja).